# Honda Civic

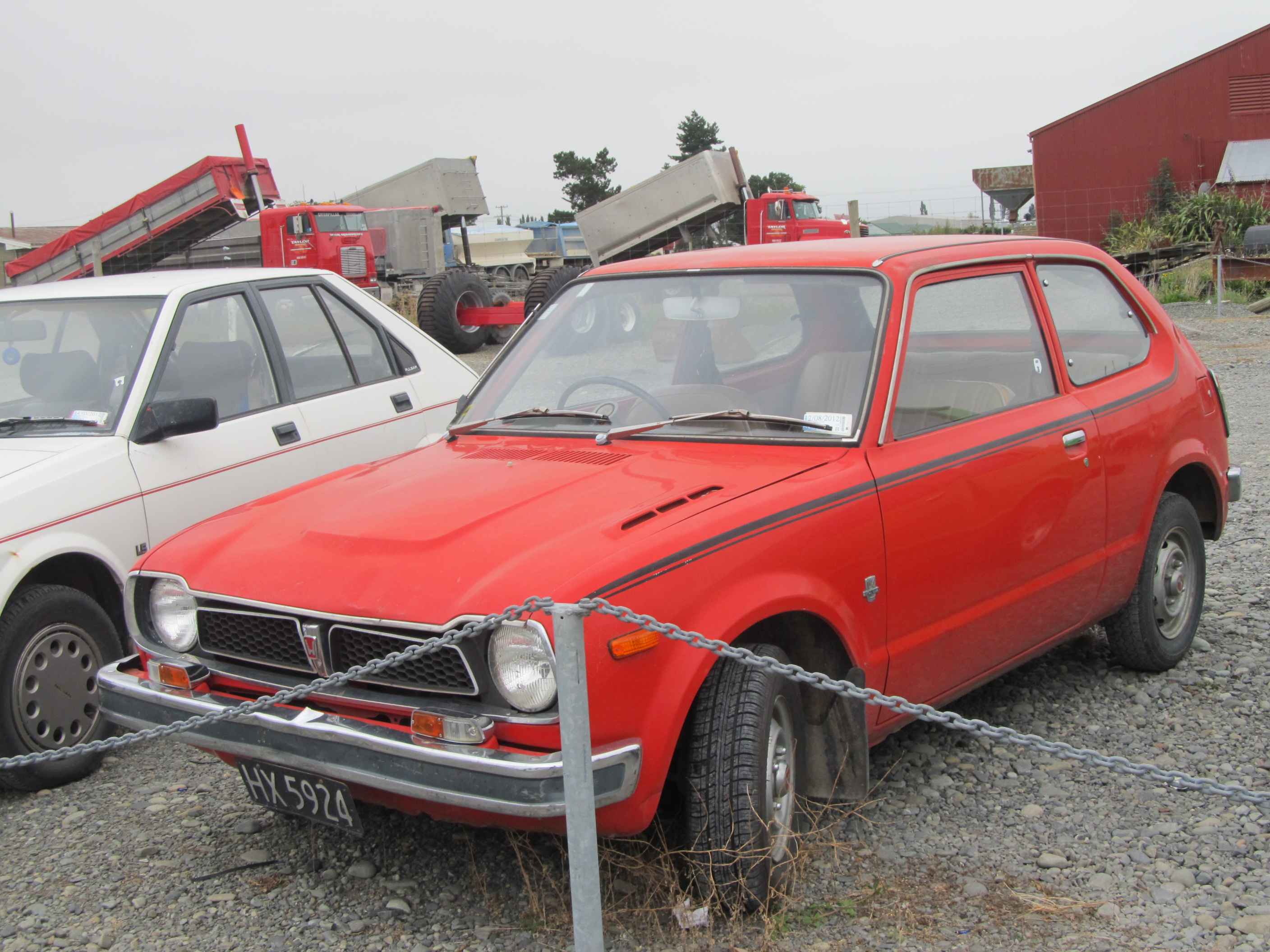
Honda Civic 1976

L'Honda Civic és un automòbil fabricat per Honda. Presentat el 1972 en configuració de coupe de 2 portes (juliol) i cotxe amb porta posterior de 3 portes (setembre). Amb un motor de posició transversal de 1.2L (1170 cc) i tracció davantera. Fins al 2000 va ser classificat com a subcompacte i a partir del 2001 com a compacte. Els primers models eren molt senzills, a diferència del Civic actual, molt més luxós i millor acabat, amb mecàniques molt més potents.
El Civic és el segon cotxe amb més duració al mercat. Només el Toyota Corolla, presentat el 1968, el supera. 33 anys després del seu llançament, el Civic és venut en aproximadament 160 països i regions del món. Més de 16.000.000 de Civic han estat fabricats des del 1973 al 2004 en 11 països diferents, incloent Amèrica del Nord, Europa, Àsia i Amèrica del Sud.

## Primera generació (1973-1979)
Mides del Civic:

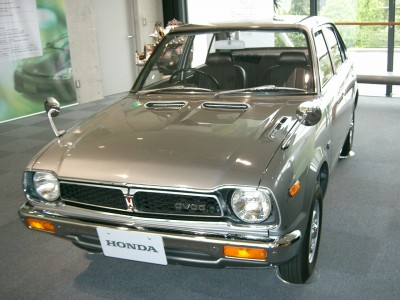
Honda Civic de 1ª generació

Batalla (Wheelbase): 2,200 m (86.6 in)
Llargada (Length): 3,555 m (139.8 in versió 1973); 3,730 m (146.9 in versió 1974-1979); 4,060 m (160.6 in versió familiar)
Pes (Curb weight): 680 kg (1500 lbs)
El primer Civic va presentar-se a finals del 1972. Abans d'aquest, Honda ja havia presentat models com l'Honda N360 o l'Honda Z600, comercialitzat el 1971 als Estats Units.
Honda va començar a comercialitzar el Civic amb un motor 1.2L (1170 cc) EB de 4 cilindres i 50 cv. De sèrie equipava frens de disc davanters, seients de vinil i seients reclinables. La versió amb porta posterior equipà seients posteriors tipus fold-down, radio AM, i una caixa manual de 4 velocitats. En opció, aire condicionat, transmissió automàtica de 2 velocitats Hondamatic, rodes radials i neteja-vidres posterior.
El Civic va tenir com a competidors el Chevrolet Vega i el Ford Pinto. Amb la crisi del petroli de 1973, molts fabricants nord-americans van tornar a vendre vehicles econòmics. La qualitat d'aquests era dolenta (per la reducció de costos) si es comparava amb la dels japonesos; per això la demanda d'aquests vehicles va augmentar, degut a la bona qualitat dels acabats i l'aspecte econòmic.
El 1974, el Civic augmenta les seves dimensions i el motor passa a ser un 1.2L (1237 cc) EB amb 52 cv. Per al 1975 es presenta el motor 1.5L (1488 cc) ED de 52 cv que equipa la tecnologia CVCC que permetia complir amb les normes d'emissions d'Amèrica del Nord dels anys '70 sense usar catalitzadors. Degut a les normes mediambientals de Califòrnia, Estats Units, només el 1.5L va poder ser ofert en aquest estat. Va oferir-se aquest mateix any, una transmissió de 5 velocitats i la versió familiar (station wagon).
El 1978 el Civic rep un restyling estètic, amb una graella de color negre o nous llums intermitents: per aquesta característica és fàcil identificar un model del 1978 (són petits i rectangulars i muntats al para-xocs) amb un anterior del 1978 (semblen llums antiboira). El 1.5L ED passa a rendir 60 cv.

## Segona generació (1980-1983)

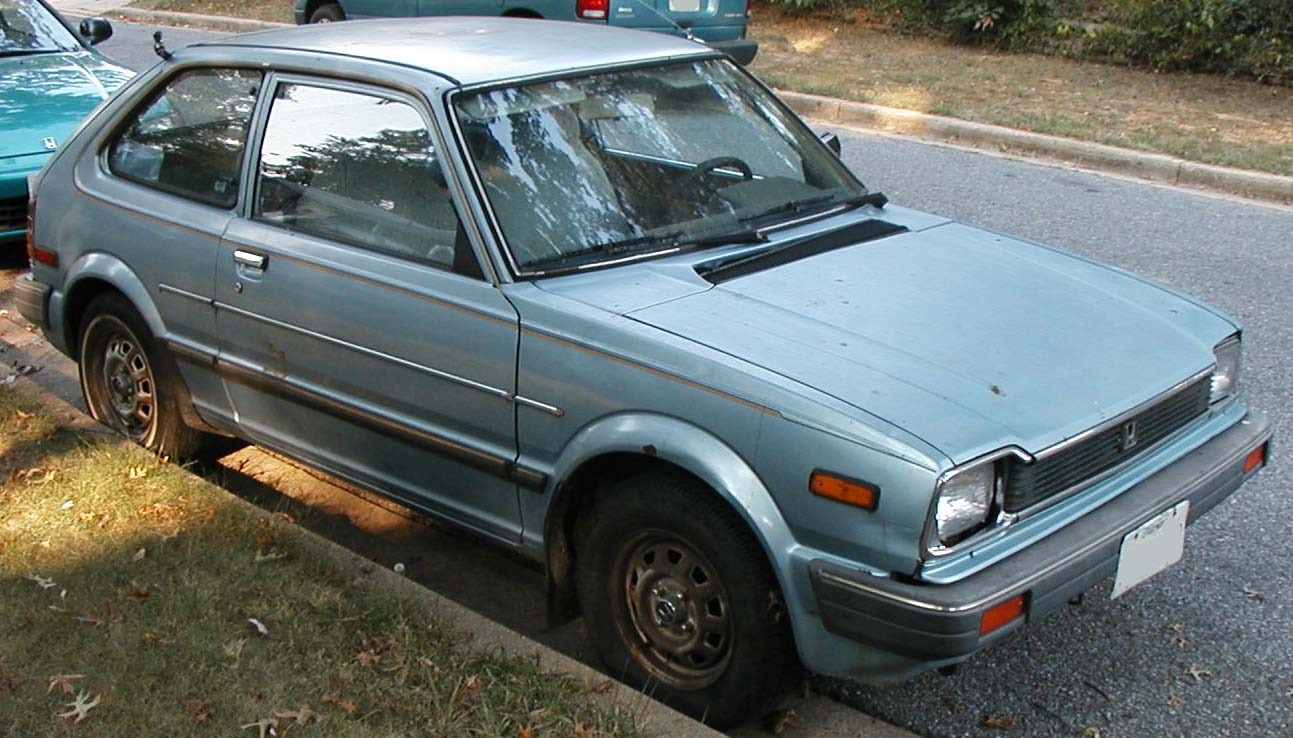
Honda Civic de 2ª generació

Amb un disseny més quadrat, mecàniques més potents, supressió de la versió sedan de 2 portes i unes dimensions superiors al model anterior:
Batalla (Wheelbase): 2,250 m (88.6 in); 2,319 m (91.3 in versió familiar)
Llargada (Length): 3,731 m (146.9 in)
Pes (Curb weight): 680 kg (1500 lbs)
Mecànicament, equipa els motors 1.3L (1335 cc) de 55 cv EJ i 1.5L (1488 cc) de 67 cv EM. ambdós motors usen la tecnologia CVCC. Una caixa manual de 4 velocitats (model base) i 5 velocitats i una automàtica de 2 velocitats Hondamatic eren les opcions. Els paquets d'equipament eren el base, DX i GL. El 1300 i 1500 DX equipen caixa de 5 velocitats manual, defroster pel vidre posterior i encenedor entre d'altres. El 1500 GL equipa pneumàtics radials, neteja-vidres posterior, tacòmetre, rellotge.
El 1981 es presenta una versió sedan de 4 portes, i la caixa automàtica de 2 velocitats passa a ser substituïda per una de 3 velocitats Hondamatic.
El 1982 es presenta una versió "FE", que dona major èmfasi en l'estalvi de combustible en equipar una caixa manual de 5 velocitats. Aquesta combinació dona un consum de 41 mpg (5,7 l/100 km) ciutat i 55 mpg (4,3 l/100 km) autopista.
El 1983 es presenta una versió esportiva del Civic, la "S", que substitueix la "1500 GL"; en essència, aquesta versió afegeix una suspensió més dura (amb estabilitzadora posterior) i uns pneumàtics 165/70R13 Michelin. L'aire condicionat passa a ser disponible.

## Tercera generació (1984-1987)

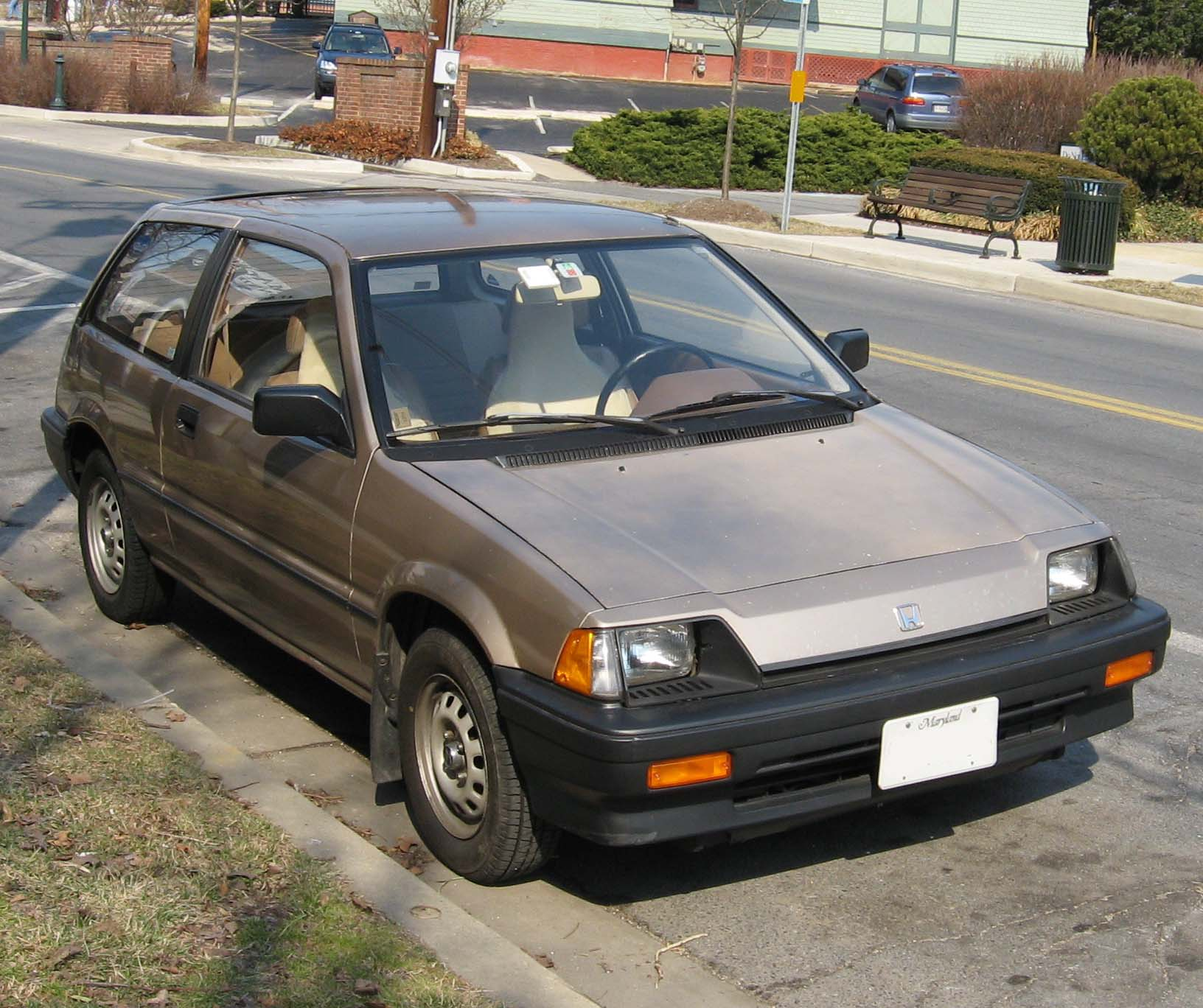
Honda Civic del 1984-1985

Presentat el 1984, el Civic torna a créixer, ja no en mida exterior sinó en prestacions i equipament. S'ofereix amb versions de 3 portes hatchback i 4 portes sedan i familiar.
Dimensions del Civic:
Batalla (Wheelbase): 2,390 m (94.1 in)
Llargada (Length): 3,810 m (150 in)
Alçada (Height): 1,346 m (53 in)
Mecànicament s'ofereix amb un motor 1.3L (1342 cc) EV de 60 cv i un 1.5L (1488 cc) EW de 76 cv (excepte al hatchback base, que equipa el primer motor). Respecte de les transmissions, segueixen sent les mateixes que en la generació anterior: manual de 4 velocitats (model base) i 5 velocitats i una automàtica de 3 velocitats Hondamatic. Els paquets d'equipament són el base, DX i S.
Honda CRX
Vegeu: Honda CRX
El 1984 es presenta el CRX, un Honda Civic amb un disseny de xassís més esportiu. Mecànicament usava els mateixos motors del Civic, amb l'excepció el 1985 del 1.5L que rendia 91 cv gràcies al fet que equipava un sistema d'injecció electrònica EFI. Amb aquest motor, cobria de 0-60 mph (0–96 km/h) en 9 segons.
El CRX HF que equipava un motor 1.3L EV tenia un consum de 51 mpg (4,6 l/100 km) ciutat i 67 mpg (3,5 l/100 km) autopista.
Per al 1986 la versió familiar (station wagon) rep l'opció d'equipar tracció integral.

## Quarta generació (1988-1991)

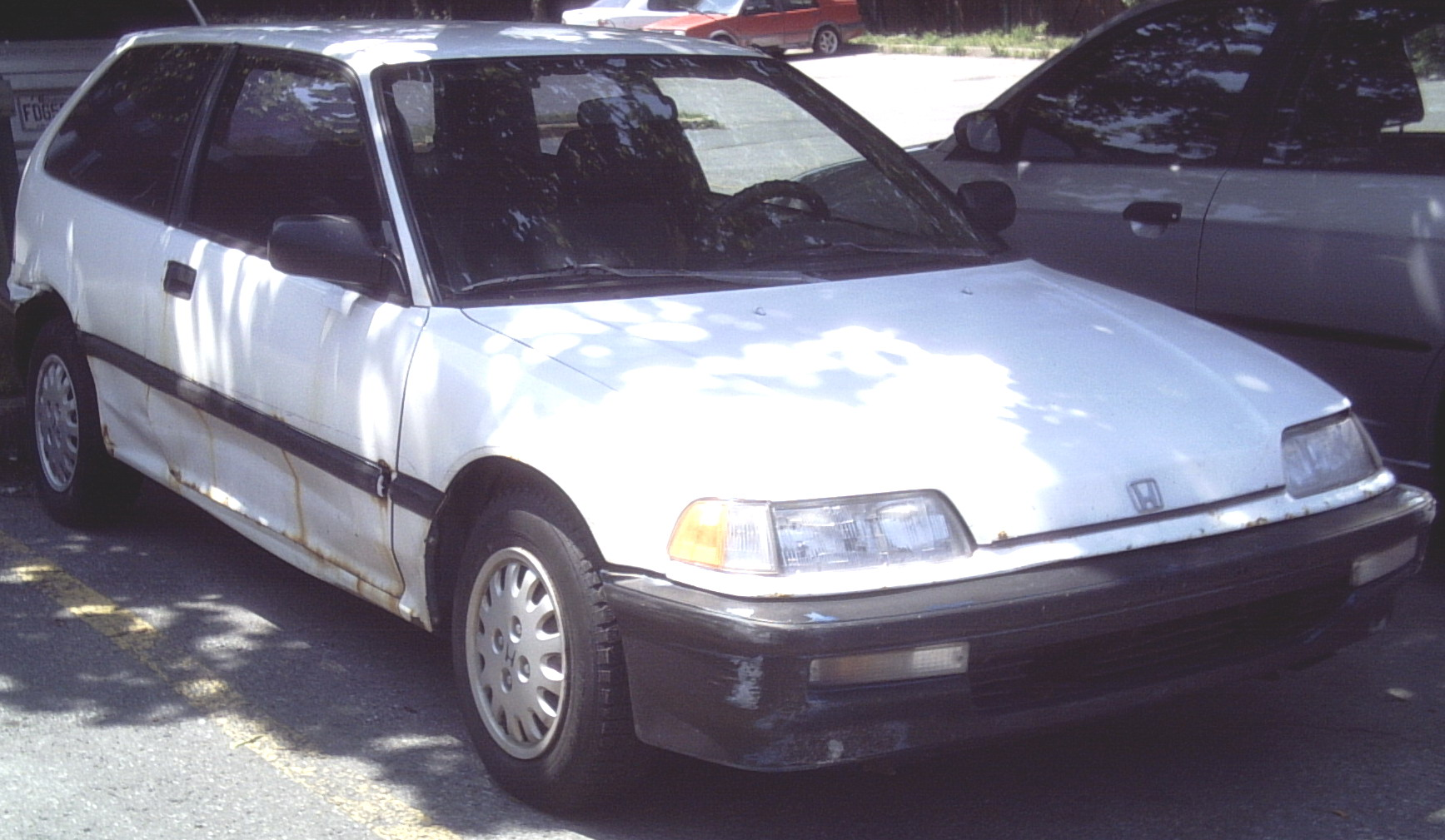
Honda Civic de 4ª generació

Aquesta nova generació del Civic destaca per seguir augmentant de mida i, particularment, en les mecàniques, que adquireixen una major potència respecte dels models precedents.
Mides del Civic:
Batalla (Wheelbase): 2,499 m (98.4 in)
Llargada (Length): 3,964 m (156.1 en versió amb porta posterior); 4,229 m (166.5 en versió sedan)
Amplada (Width): 1,666 m (65.6 en versió amb porta posterior); 1,673 m (65.9 en versió sedan)
Alçada (Height): 1,331 m (52.4 en versió amb porta posterior); 1,359 m (53.5 en versió sedan)
Capacitat del dipòsit: 45 l (11,9 galons EUA)
Disponible amb 3 versions: 3 portes hatchback i 4 portes sedan i familiar.
Per als Estats Units, es va oferir una mecànica 1.5L (1493 cc) D15B d'injecció electrònica que rendia 92 cv disponible en els acabats DX sedan i hatchback; aquest últim, per a l'acabat base equipava el mateix motor D15B1, però sense injecció electrònica i amb 70 cv. Un motor 1.6L (1590 cc) D16A6 de 110 cv era equipat per les versions Si i familiars amb tracció integral.
Per a Europa un 1.3L (1343 cc) D13B va oferir-se com a motor base; un 1.4L (1396 cc) D14A1 de 90 cv; el mateix 1.5L (1493 cc) i 1.6L (1590 cc) comercialitzats als Estats Units. Ara bé, la mecànica més potenta va vendre's a Europa, i era el 1.6L (1590 cc) D16A8 de 122 cv que equipa el Civic a Austràlia i el 1.6L (1590 cc) D16A9 de 130 cv que equipa el Civic a Europa. Aquest motor també l'equipen els Rover 216 GTI, Rover 416 GTI, Honda CRX i l'Honda Concerto.
El 1989 l'Honda Civic Si hatchback torna a oferir-se, amb un motor 1.6L (1590 cc) D16A6 de 108 cv, el mateix que equipen el CRX Si i la versió de tracció integral AWD del familiar.
La versió del 1990 presenta alguns canvis en els para-xocs i les llums posteriors, així com un redisseny en l'interior del vehicle. El sedan EX s'afegeix a la llista. Els CRX equipen frens de disc a les 4 rodes.

## Cinquena generació (1992-1995)

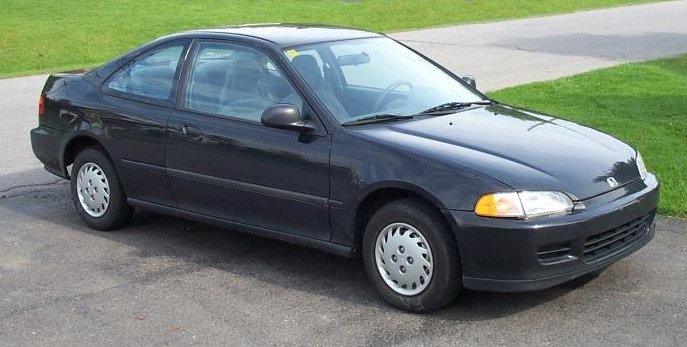
Honda Civic de 5ª generació

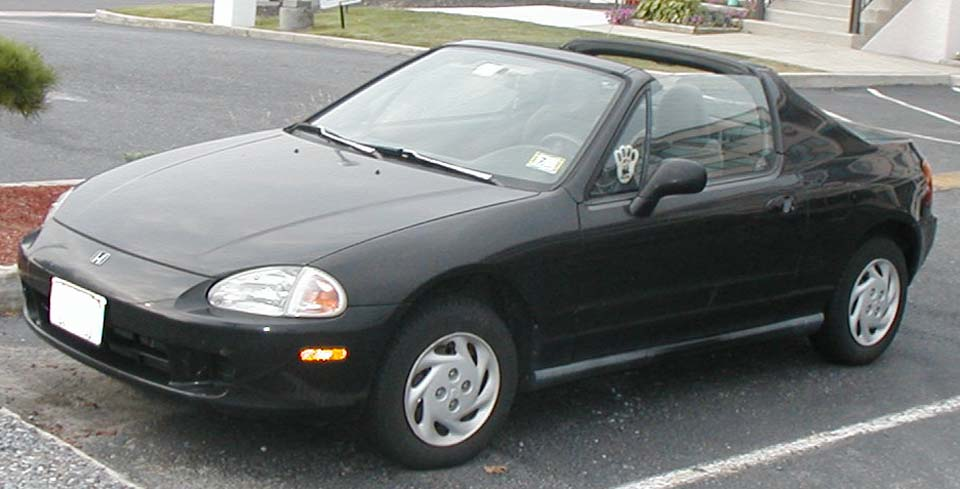
Honda Civic del Sol del 1993-1997

Presentat el 1992, presenta un disseny més aerodinàmic, desapareix la versió familiar (station wagon), oferint-se una versió coupe de 2 portes, un hatchback de 3 portes i un sedan de 4 portes. I com la generació anterior, augmenta novament les seves dimensions:
Batalla (Wheelbase): 2,573 m (101.3 in versió amb porta posterior) 2,621 m (103.2 in versió sedan i coupe)
Llargada (Length): 4,069 m (160.2 in versió amb porta posterior); 4,389 m (172.8 in versió sedan); 4,394 m (173.0 in versió sedan)
Amplada (Width): 1,699 m (66.9 in)
Alçada (Height): 1,287 m (50.7 in versió amb porta posterior); 1,292 m (50.9 in versió sedan); 1,313 m (51.7 in versió sedan)
Per als Estats Units, es va oferir una mecànica 1.5L (1493 cc) D15B7 d'injecció electrònica que rendia 102 cv disponible en els acabats DX i LX; per al CX, el 1.5L D15B8 de 68 cv i, per al VX, un 1.5L D15Z1 amb tecnologia VTEC-E de 92 cv. Un motor 1.6L (1590 cc) D16Z6 de 125 cv era equipat per les versions Si i EX; Per al paquet SiR, s'equipa un motor 1.6L (1595 cc) B16A de 168 cv amb tecnologia VTEC.
Per a la versió amb porta posterior, s'oferien els paquets CX, DX, VX i Si. A Europa, els acabats són el DX, LSi, VEi, ESi i VTi. Per als sedan, s'oferien els DX, LX i EX. El coupe va ser presentat el 1993, amb els acabats DX i EX i el Sedan, el DX, LX i EX.
El CRX va desaparèixer i al seu lloc, es presenta "del Sol", construït sobre la base de la versió amb porta posterior del Civic, amb 2 motors 1.5L D15B7 de 102 cv i 1.6L D16Z6 de 125 cv.
Per a Europa un 1.3L (1343 cc) D13B2 de 75 cv va oferir-se a l'acabat DX; un 1.5L (1493 cc) de 102 cv D15B7 per al LSi Coupe i un 1.5L D15Z1 amb tecnologia VTEC-E de 92 cv per a l'acabat VEi, un motor 1.6L (1590 cc) D16Z6 de 125 cv era equipat per les versions ESi i finalment, un 1.6L (1595 cc) B16A2 de 158 cv amb tecnologia VTEC per als VTi. Les versions Civic Shuttle RT4WD equipen el motor 1.6L (1590 cc) D16A6 de 110 cv.
En transmissions, el Civic podia elegir-se amb una manual de 5 velocitats i una automàtica de 4 velocitats.

## Sisena generació (1996-2000)

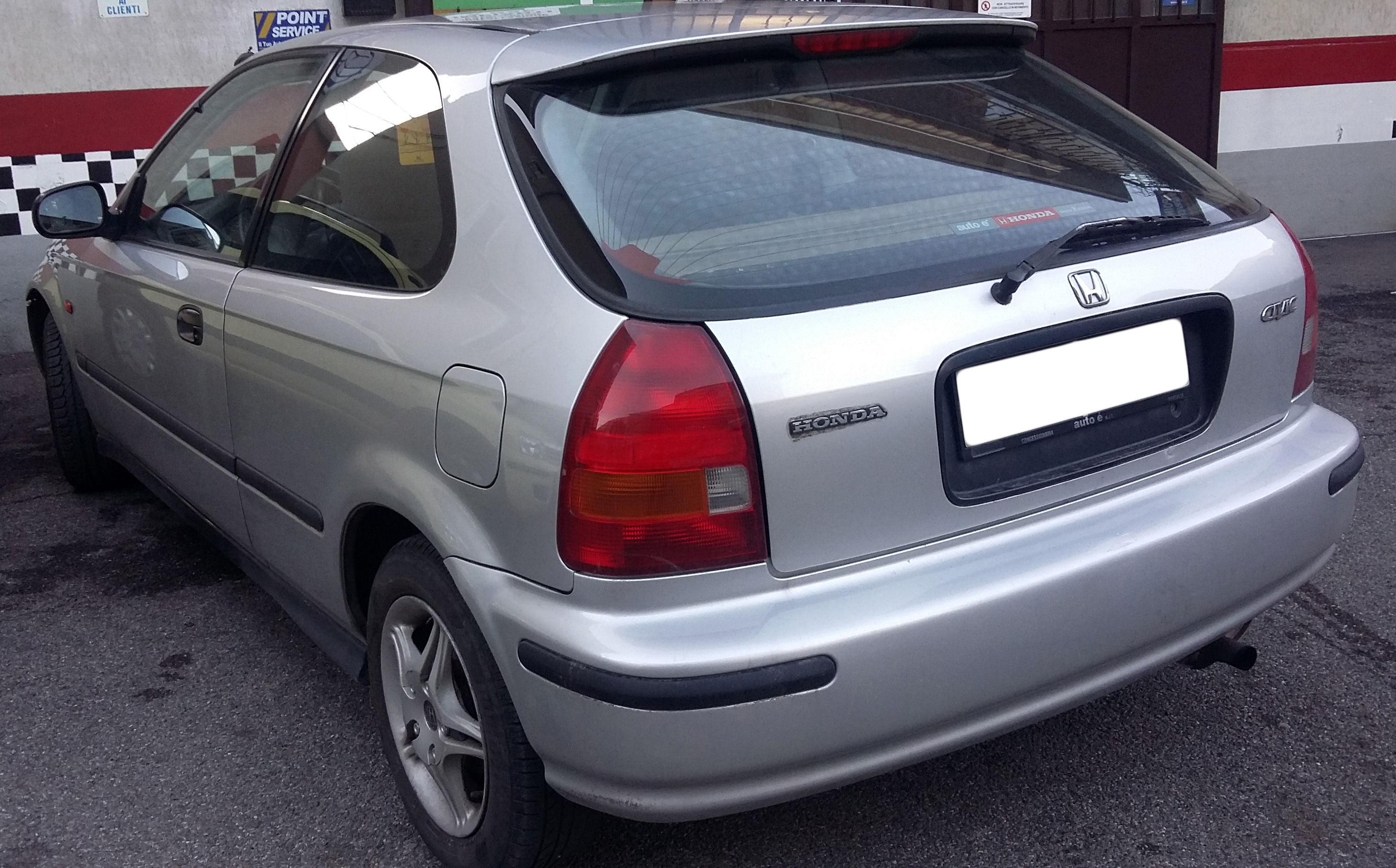
Honda Civic hatchback del 1996-2000

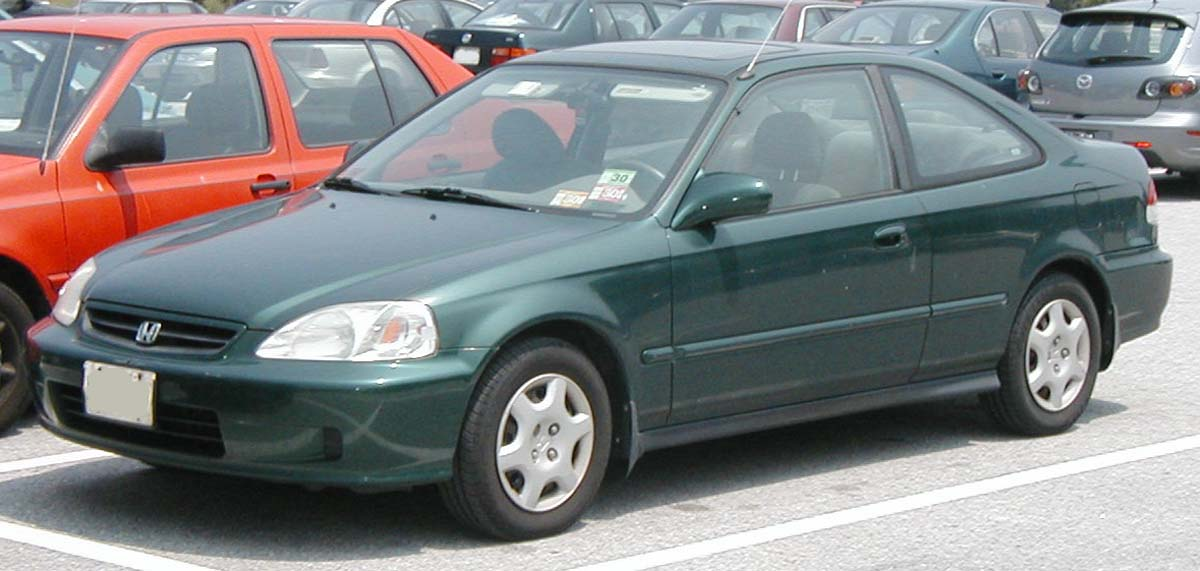
Honda Civic Coupe del 1996-2000

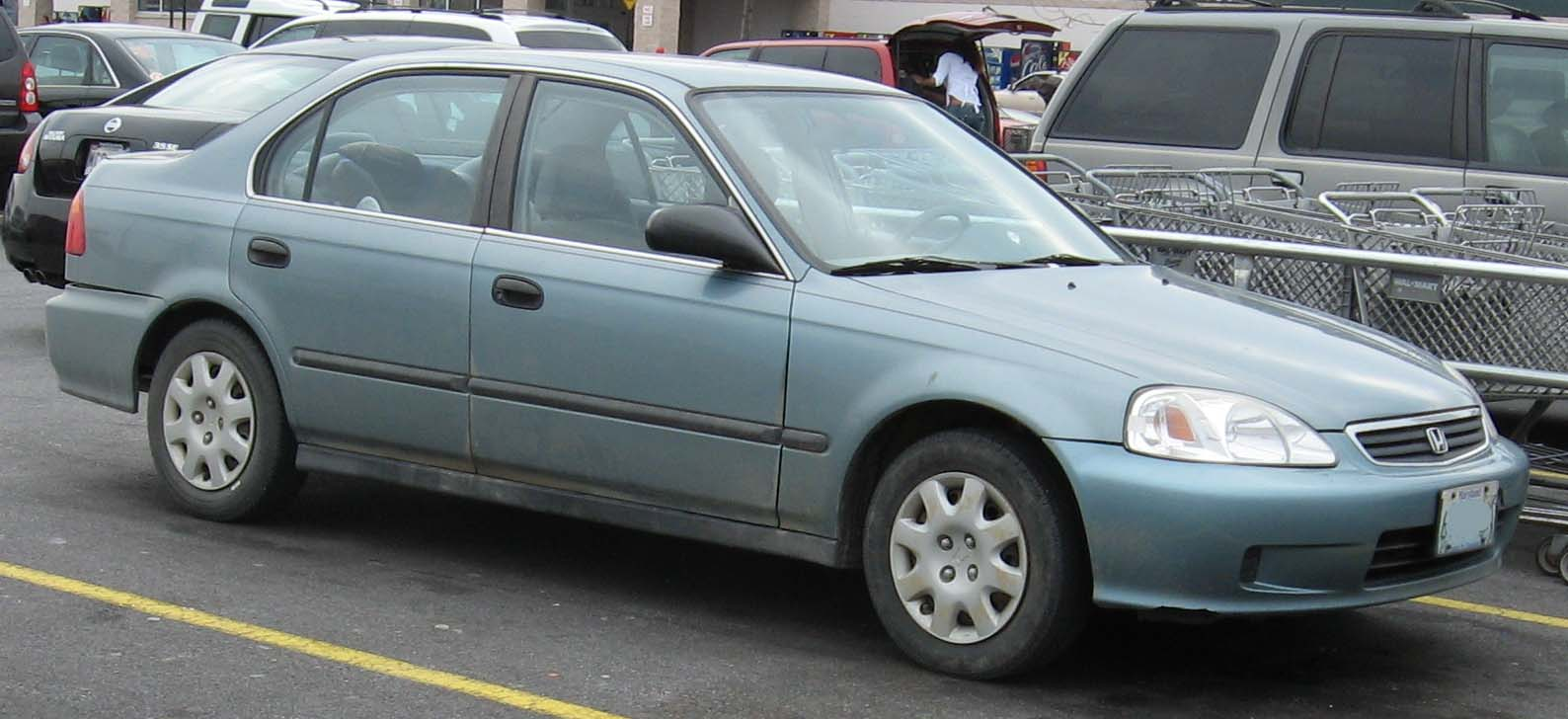
Honda Civic Sedan del 1999-2000

El Civic rep un nou restyling exterior, amb unes formes més aerodinàmiques i suaus. Novament augmenta en dimensions, i s'ofereix amb un ampli ventall de carrosseries: coupe de 2 portes, hatchback de 3 i 5 portes, sedan de 4 portes i familiar (station wagon) de 4 portes.
Dimensions del Civic:
Batalla (Wheelbase): 2,621 m (103.2 in)
Llargada (Length): 4,178 m (164.5 in versió amb porta posterior); 4,448 m (175.1 in versió sedan i coupe)
Amplada (Width): 1,704 m (67.1 in)
Alçada (Height): 1,374 m (54.1 in versió coupe); 1,389 m (54.7 in versió sedan)
Capacitat del dipòsit: 45 l (11,9 galons EUA)
Els paquets d'equipament són, per al coupe, DX, EX, HX i Si. Per al hatchback, el CX i DX i, per al sedan, el DX, LX i EX. El 1997, per exemple, els DX portaven protectors als pneumàtics, el LX aire condicionat i els coupe EX no portaven l'opció de sistema antibloqueig de rodes. El Value Package (VP) va presentar-se el 1999 que inclou moltes de les opcions que demanaven els conductors, com aire condicionat, reproductor de CD, transmissió automàtica i d'altres detalls.
Mecànicament, els CX, DX, Value Package (VP) i LX equipen un motor 1.6L (1593 cc) D16Y7 de 106 cv; també l'Honda Del Sol del 1996-1997. El HX equipa un motor 1.6L (1590 cc) D16Y5 de 115 cv amb tecnologia VTEC-E i un 1.6L (1590 cc) D16Y5 de 127 cv per a l'EX i Honda del Sol Si. Finalment, el 1.6L (1595 cc) B16A2 de 158 cv amb tecnologia VTEC per als VTi i Si.
En transmissions, els DX, LX, EX i Si equipen una caixa manual de 5 velocitats amb embragatge hidràulic o una caixa automàtica de 4 velocitats amb opció. Per al HX, s'ofereix amb una de 5 velocitats manual o una caixa de variador continu CVT de 3 programes.
Civic Type-R
El 1997 Honda presenta el nom Type-R (procedent de l'Integra Type-R. El motor que equipa era un 1.6L (1595 cc) B16A de 185 cv, i el cotxe inclou diferents modificacions enfocades al xassís per millorar la conducció i reduir el pes.

## Setena generació (2001-2005)

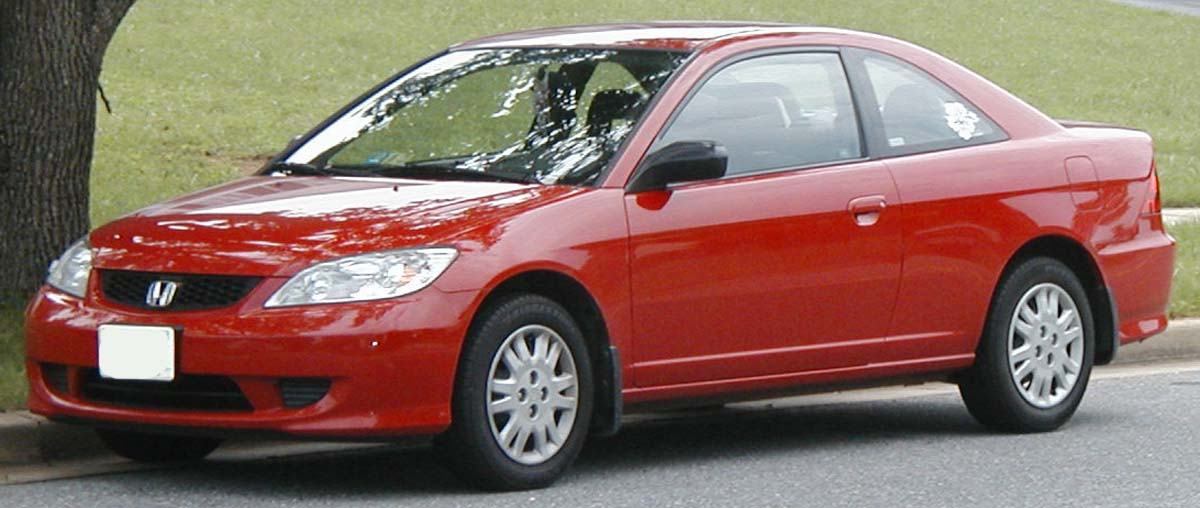
Honda Civic Coupe EM 2004-2005

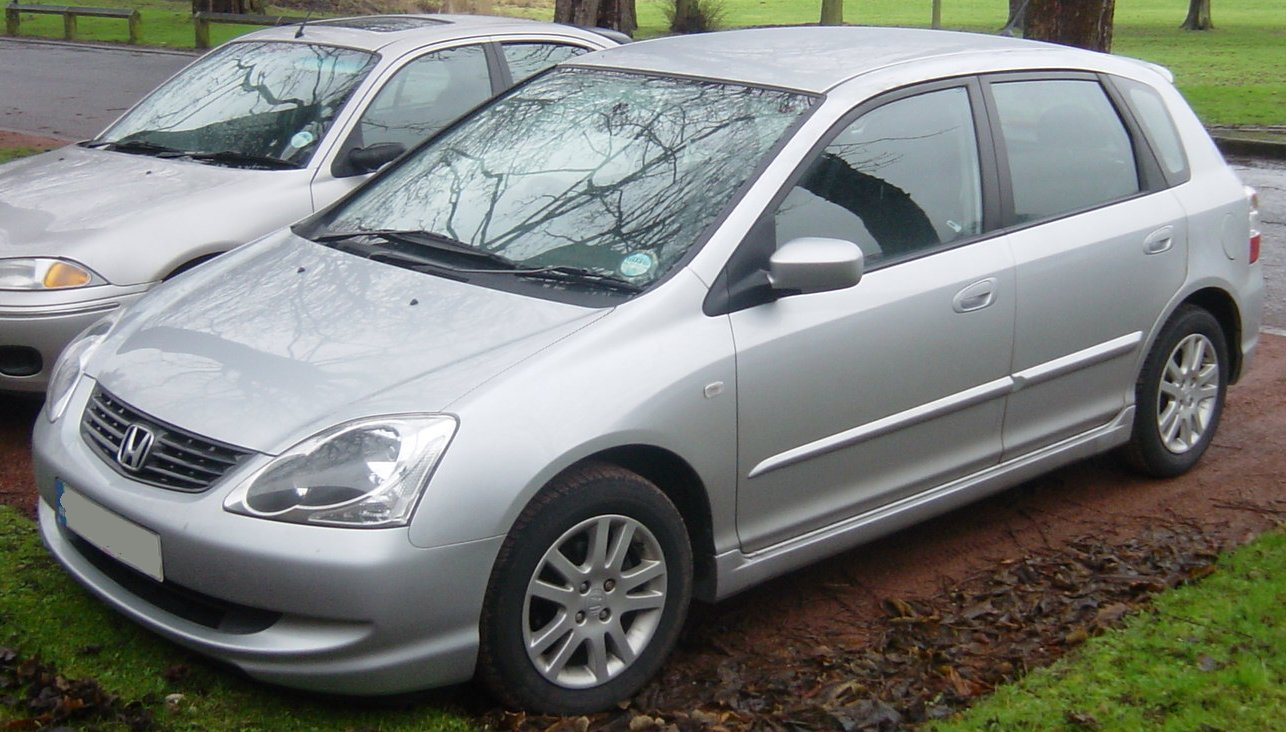
Honda Civic 5 Portes EU

El Civic s'ofereix amb 3 carrosseries, coupe de 2 portes, un hatchback de 3 i 5 portes i un sedan de 4 portes. Mecànicament els motors cambien per complet i en transmissions augmenta la gamma.

### Models
- EM (Coupé 2 Portes):
- EM2 → 1.7 125cv (D17A2) (amb VTEC)

- EP (Hatchback 3 Portes):
- EP1 → 1.4 90cv (D14Z6) (sense VTEC)
- EP2 → 1.6 110cv (D16V1) (amb e-VTEC)
- EP3 → 2.0 200cv (K20A2) (amb i-VTEC)
- EP4 → 1.7 100cv (Turbodiesel CTDI - Origen ISUZU)

- (Sedan 4 Portes):
- → 1.3 90cv (IMA) (sense VTEC)

- EU (Hatchback 5 Portes):
- EU7 → 1.4 90cv (D14Z6) (sense VTEC)
- EU8 → 1.6 110cv (D16V1) (amb e-VTEC)
- EU9 → 1.7 100cv (Turbodiesel CTDI- Origen ISUZU)

### Dimensions
| Model/Dimensió --------------- | ------ "EM" 2 Portes ------ | ------ "EP" 3 portes ------       | ---------- 4 portes ------ | ------ "EU" 5 portes ------ |
| ------------------------------ | --------------------------- | --------------------------------- | -------------------------- | --------------------------- |
| Batalla                        | 2618mm                      | 2570mm                            | 2625mm                     | 2680mm                      |
| Llargada                       | 4437mm                      | 4140mm                            | 4480mm                     | 4285mm                      |
| Amplada                        | 1694mm                      | 1695mm                            | 1715mm                     | 1715mm                      |
| Alçada                         | 1399mm                      | 1440mm (EP3: 1425mm, EP2: 1430mm) | 1435mm                     | 1495mm                      |
| Capacitat Dipòsit              | 50l                         | 50l                               | 50l                        | 50l                         |
| Eix Davanter                   |                             | 1468mm (EP3: 1469mm)              | 1470mm                     | 1468mm                      |
| Eix Posterior                  |                             | 1469mm (EP3: 1472mm)              | 1485mm                     | 1469mm                      |

### Interior
A l'interior del Civic, la col·locació de la palanca de canvis es troba al centre del quadre de comandaments, el que permetia prescindir del túnel central i tenir un terra totalment pla i del que no en naixia la palanca de canvis. La conseqüència que donava això, és la gran sensació d'espai interior (confirmada per als mesuraments) i molta facilitat per accedir a les places posteriors perquè no s'ha de superar el tunel del terra, molt característic en models alemanys.
Fitxer: http://www.motivemagazine.com/emAlbum/albums/Manufacturers/Honda/Civic/2001-2005/Hatchback/honda-civic-007.jpg Arxivat 2016-03-03 a Wayback Machine.

### Seguretat
El model va obtenir 4 estrelles de 5 a la prova de protecció a ocupants adults de l'EuroNCAP, y 3 de 4 a les proves d'atropellament a vianants. Va ser el primer vehicle a obtenir aquesta puntuació en aquesta última prova.
El Civic incorpora el sistema d'antibloqueig de frens 8ABS) amb repartidor de frenada i 4 airbargs.

### Reestyling
El 2004 es va produir una lleugera reestilització que va suposar petits canvis estètics a les optiques, paraxocs i reixa davantera, així com les millores en la sincronització, actualització de la gestió electrònica del motor i un volant motor més lleuger a la versió Type-R (EP3) a més de millor equipament. La finalitat de totes aquestes millores era donar una millor aparença d'esportivitat i ser més comptetitiu tenint en compte les últimes novetat com el Volkswagen Golf V, L'Opel Astra H i el Citroën C4.

### Acabats
Per al coupe, el DX (fins al 2003), EX, HX i LX.
Per al hatchback, el Si (SiR al Canadà).
Per al sedan, el DX, EX, GX (a partir del 2003) i LSX.
Mecànicament, el DX, LX i VP equipen el nou 1.7L (1668 cc) D17A1 de 115 cv. Al HX, el 1.7L (1668 cc) D17A6 de 117 cv i per l'EX, un 1.7L (1668 cc) D17A2 de 127 cv. El Si equipa un modern 2.0L (1998 cc) K20A3 de 155 cv.
Civic Type-R
Un motor 2.0L (1998 cc) K20A2 de 200 cv per al Type-R europeu, construït sobre la carrosseria hatchback de 3 portes, amb una caixa manual de 6 velocitats, seients Recaro, volant Momo, llantes de 17" i un paquet específic "Type-R". A nivell de prestacions, és capaç de cobrir el 0-60 mph (0–96 km/h) en 6,6 segons.
Civic CNG
El paquet GX equipa un motor que funciona amb CNG. El motor emprat per aquesta versió és el 1.7L (1668 cc) D17A7 de 100 cv.
Civic Hybrid
Vegeu: Honda Civic Hybrid
Una mecànica híbrida va presentar-se el 2003. Aquesta funciona amb un motor 1.3L de 4 cilindres, auxiliada d'un motor elèctric que és alimentat per bateria, que són recarregades per mitjà dels frens regeneratius durant la desacceleració. Amb aquesta combinació, el Civic Hybrid consumeix menys combustible i genera menys emissions.

## Vuitena generació (2006-2016)

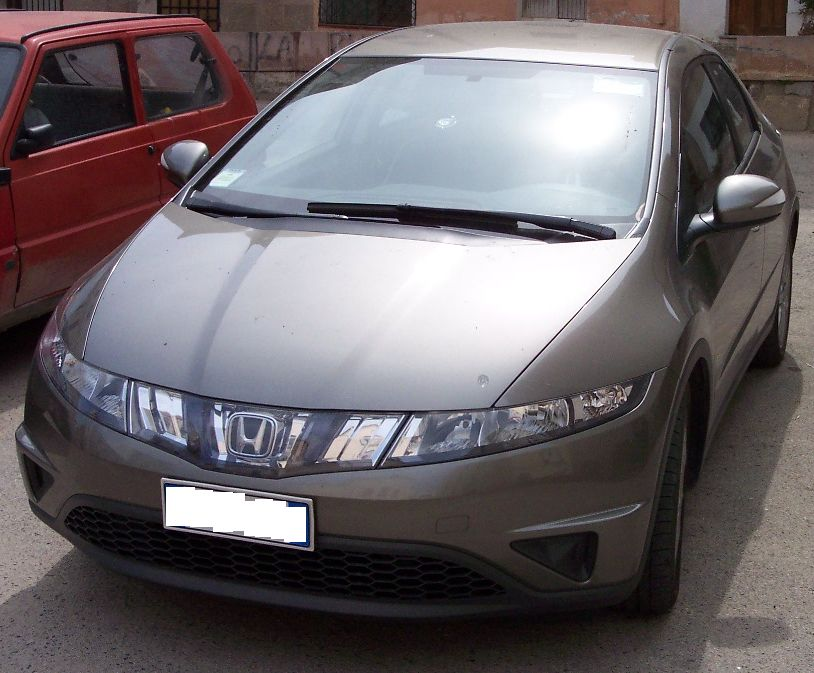
Honda Civic del 2006

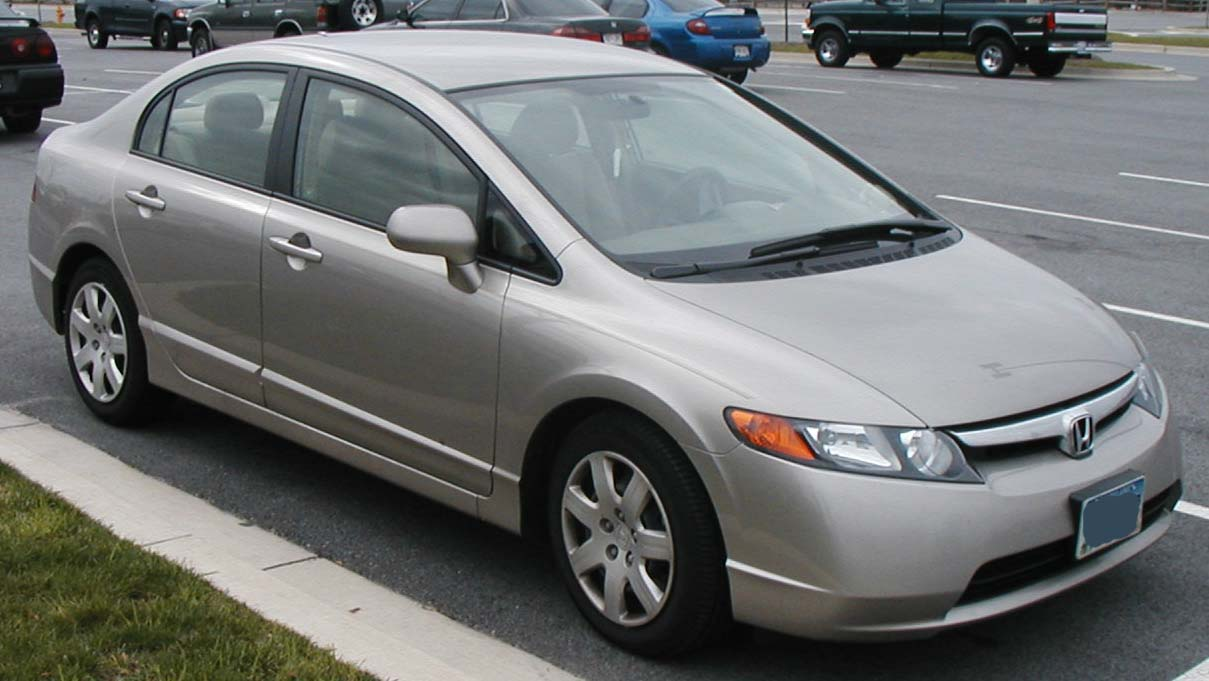
Honda Civic Sedan del 2006

Amb aquesta nova versió el disseny de la carrosseria canvia per complet. Amb més corbes i un aspecte musculós. Mecànicament presenta novetats, com un motor 1.8 que és compatible amb la norma ULEV-2 Ultra Low Emission Vehicle.
En carroseríes, una coupe de 2 portes, sedan de 4 portes i una hatchback de 3 i 5 portes.
Dimensions del Civic:
Batalla (Wheelbase): 2,700 m (106.3 in sedan); 2,694 m (104.3 in coupe); 2,635 m (103.7 in hatchback)
Llargada (Length): 4,488 m (176.7 in sedan); 4,440 m (174.8 in coupe); 4,248 m (167.2 in hatchback)
Amplada (Width): 1,752 m (69.0 in sedan); 1,750 m (68.9 in coupe); 1,765 m (69.5 in hatchback)
Alçada (Height): 1,435 m (56.5 in sedan); 1,359 m (53.5 in coupe); 1,460 m (57.5 in hatchback)
Capacitat del dipòsit: 50 l (13,2 galons EUA)
Sobre les transmissions, pot elegir-se 2 manuals de 5 i 6 velocitats i una automàtica de 5 velocitats. Per a l'híbrid, una caixa de variador continu CVT.
A Amèrica del Nord, s'ofereix amb carrosseries sedan, coupe, coupe Si i Híbrid amb els paquets d'equipament DX, LX i EX, excepte en el Civic Si i Hybrid, que es venen "així mateix" (sense opció a paquets). Mecànicament, s'ofereix un 1.8L (1799 cc) R18A1 de 140 cv i tecnologia i-VTEC. Per al Civic Si, el motor és un 2.0L (1998 cc) K20Z3 de 197 cv i tecnologia i-VTEC.
A Brasil, s'ofereix un 1.8L (1799 cc) R18A1 de 140 cv i tecnologia i-VTEC disponible només amb carrosseria sedan i els paquets d'equipament LXS i EXS i caixa manual o automàtica de 5 velocitats. El Si Sedan equipa el mateix motor 2.0L (1998 cc) K20Z3.
Al Japó, Corea del Sud, Taiwan, Índia, Pakistan, ASEAN, Orient Mitjà, Sud Àfrica, Austràlia i Nova Zelanda, s'oferix un 1.8L (1799 cc) R18A1 de 140 cv i tecnologia i-VTEC i un 2.0L (1998 cc) K20Z2 de 155 cv i tecnologia i-VTEC. A Signapur, s'ofereix un motor 1.6L de 125 cv que usa la tecnologia i-VTEC. Per a Israel, Sud Àfrica i Irlanda, s'ofereixen tant el sedan de 4 portes del Japó com la de 5 portes europea.
Equipament Civic europeu i Civic nord-americà

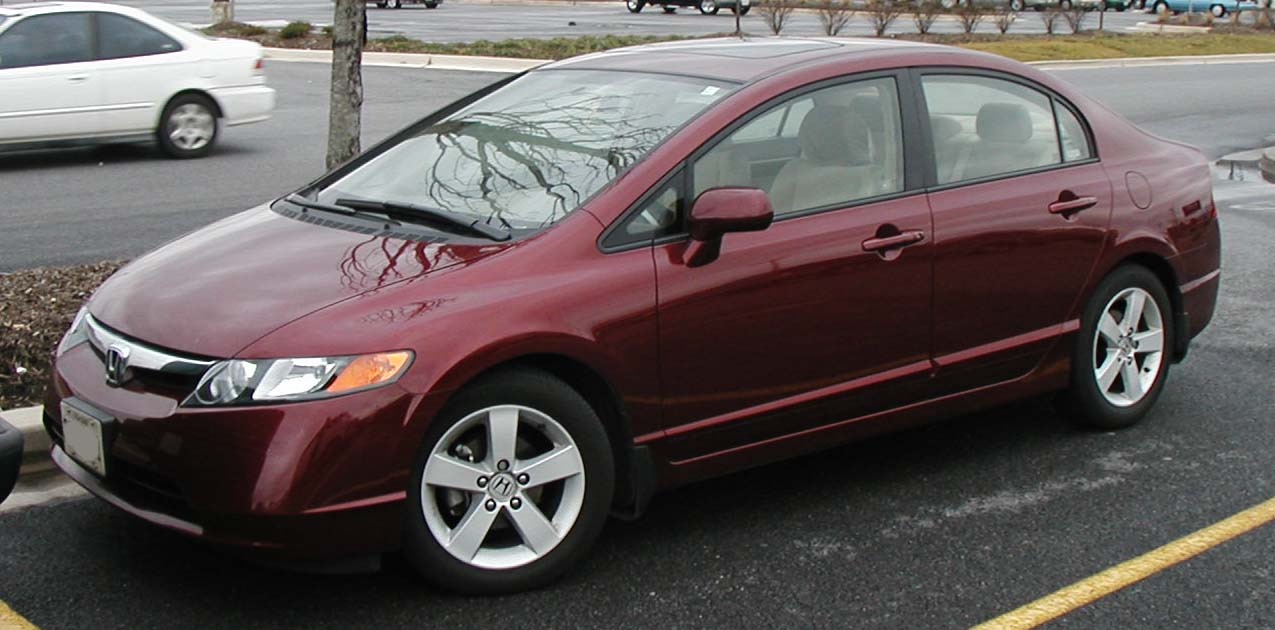
Honda Civic Sedan EX del 2006-2007

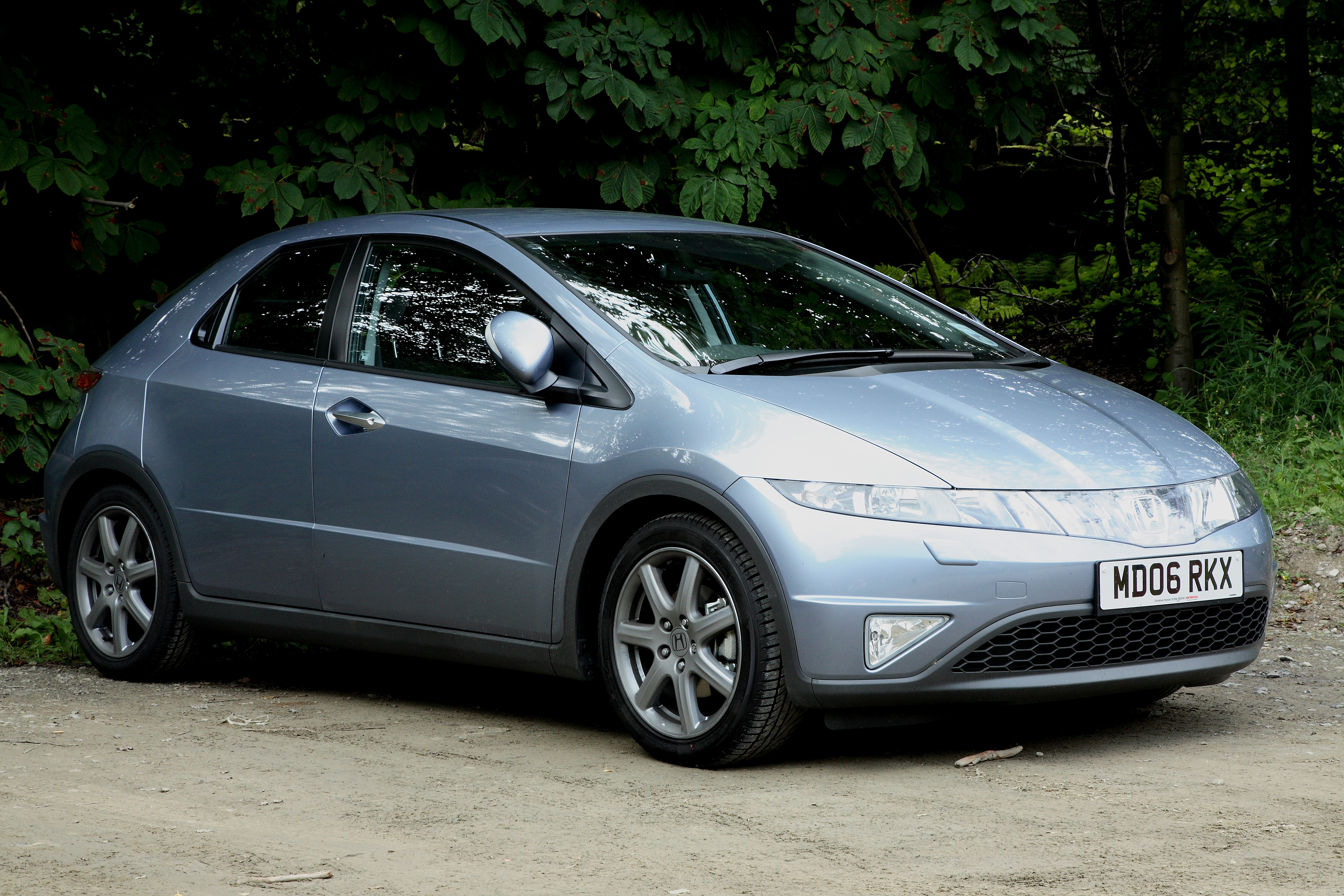
Honda Civic britànic del 2006

Els paquets d'equipament disponibles a Europa (excepte a Regne Unit o Irlanda) són:
- Confort, paquet bàsic, que incorpora climatizador automàtic, tapisseria tèxtil, ordinador i radio CD amb lector de MP3. Mecànicament pot elegir-se amb un 1.4L i-DSI, 1.8L i-VTEC o un 2.2 I-CTDi.
- Sport, paquet esportiu, que inclou a més control de creuer, llantes de 17" entre d'altres. Mecànicament pot elegir-se amb un 1.8L i-VTEC o un 2.2 I-CTDi.
- Executive, paquet luxe, amb climatitzador dual, fars de xenó o sostre panoràmic entre d'altres. Mecànicament pot elegir-se amb un 1.8L i-VTEC o un 2.2 I-CTDi.

En tots ells, de sèrie inclouen el sistema antibloqueig de rodes amb EDB, control de tracció i estabilitat VSA, airbag frontals, laterals i de cortina per al conductor, passatger i ocupant.
Al mercat Nord-Americà pot elegir-se els següents paquets:
- DX, paquet bàsic, que inclou alçavidres elèctrics i defroster pel vidre posterior entre d'altres, amb una única mecànica 1.8L i-VTEC
- LX, paquet confort, que inclou llantes de 16", radio CD de 160-watt de potència amb MP3 i WMA i connexió auxiliar per a MP3, aire condicionat i control de creuer, amb una única mecànica 1.8L i-VTEC.
- EX, paquet luxe, inclou sostre elèctric, radio AM/FM/XM de 160-watt de potència amb reproductor de CD amb MP3 i WMA i indicador de temperatura exterior, amb una única mecànica 1.8L i-VTEC.
- Si, paquet esportiu, que inclou caixa manual de 6 velocitats, llantes de 17", paquet exterior Si, radio AM/FM/XM de 350-watt de potència amb reproductor de CD amb MP3 i WMA, amb una única mecànica 2.0L i-VTEC.

En tots ells, de sèrie inclouen el sistema antibloqueig de rodes amb EDB, airbag frontals, laterals i de cortina per al conductor, passatger i ocupant. El paquet EX i Si pot demanar-se l'Honda Satellite-Linked Navigation System, que afegeix una pantalla tàctil de 6,5", reconeixement de veu i radio XM.
Rivals de l'Honda Civic són el Kia Cee'd, Mazda 3, Ford Focus, Toyota Auris i Volkswagen Golf entre d'altres.
Civic Type-RConstruït, com l'anterior Type-R, en una carrosseria hatchback de 3 portes, debuta amb un motor 2.0L (1998 cc) K20Z3 de 198 cv i tecnologia i-VTEC. Les prestacions del Civic Type-R són, una acceleració de 0–100 km/h en 6,6 segons i una velocitat màxima de 146 mph (235 km/h)
El Civic Type-R japonès està basat en la versió sedan del Civic. Mecànicament, per al mercat Japonès i ASEAN és el 2.0L (1998 cc) K20A de 225 cv i 215 N·m de torsió.
Civic CNG i Civic HybridCom la generació anterior, el Civic també ofereix opcions que funcionen amb combustibles renovables, com el Civic CNG que usa gas natural comprimit CNG, o el Civic Hybrid, que utilitza un motor de gasolina i un elèctric, l'IMA. El CNG equipa un motor 1.8L (1799 cc) R18A1 de 113 cv. Aquest motor rep la qualificació de cotxe AT-PZEV d'acord amb les normes mediambientals de Califòrnia, Estats Units. El seu consum és de 28 mpg ciutat i 39 mpg autopista.

## Seguretat
L'Honda Civic ha estat sotmès a força proves de seguretat, d'aquí es destaquen els següents resultats.
Per part del Insurance Institute for Highway Security IIHS
- L'Honda Civic sedan LX del 2006 va rebre el premi "Top Safety Pick - Gold" per part del IIHS en obtenir la qualificació de "good" en els tests de xoc frontal i lateral.[10]
- La qualificació de "good" en l'Honda Civic LX sedan del 2001.[11]
- La qualificació de "average" en l'Honda Civic LX sedan del 1997.[12]

Per part de la National Highway Traffic Safety Administration NHTSA
- Atorga 5 estrelles a l'Honda Civic sedan del 2006 en xoc frontal i 5 estrelles en el lateral passatger i 4 estrelles pel lateral al conductor[13]
- Atorga 5 estrelles a l'Honda Civic hatchback del 2005 en xoc frontal i 4 estrelles en el lateral passatger i conductor[14]
- Atorga 5 estrelles a l'Honda Civic sedan del 2002 en xoc frontal i 4 estrelles en el lateral passatger i lateral al conductor[15]

Per part de l'EURONCAP
- Atorga 4 estrelles a l'Honda Civic 1.8 SE del 2006 en test de xoc frontal, lateral i protecció de menors, i 3 estrelles en protecció als vianants[16]
- Atorga 4 estrelles a l'Honda Civic 1.4 S del 2001 en test de xoc frontal i lateral, i 3 estrelles en protecció als vianants.[17]

## Premis i reconeixements
Durant els més de 30 anys que porta al mercat, el Civic ha recollir un ampli ventall de premis i reconeixements:
- Cotxe de l'any al Japó els anys 1972 a 1974.[18]
- Import Car of the Year de l'any 1980 per Motor Trend[19]
- Cotxe de l'any al Japó l'any 1984[20]
- Vehicle més eficient segons l'Environmental Protection Agency l'any 1984[20]
- Premi "Torino-Piedmonte Car Design Award" l'any 1984[20]
- Primer lloc en qualitat de cotxe i fiabilitat en la revista francesa l'Automobile Magazine de 1989[21]
- Cotxe de l'any al Japó els anys 1991 i 1992[22]
- Cotxe de l'any al Japó els anys 1995 i 1996[23]
- Cotxe de l'any al Japó els anys 2001 i 2002[24]